# Avacon

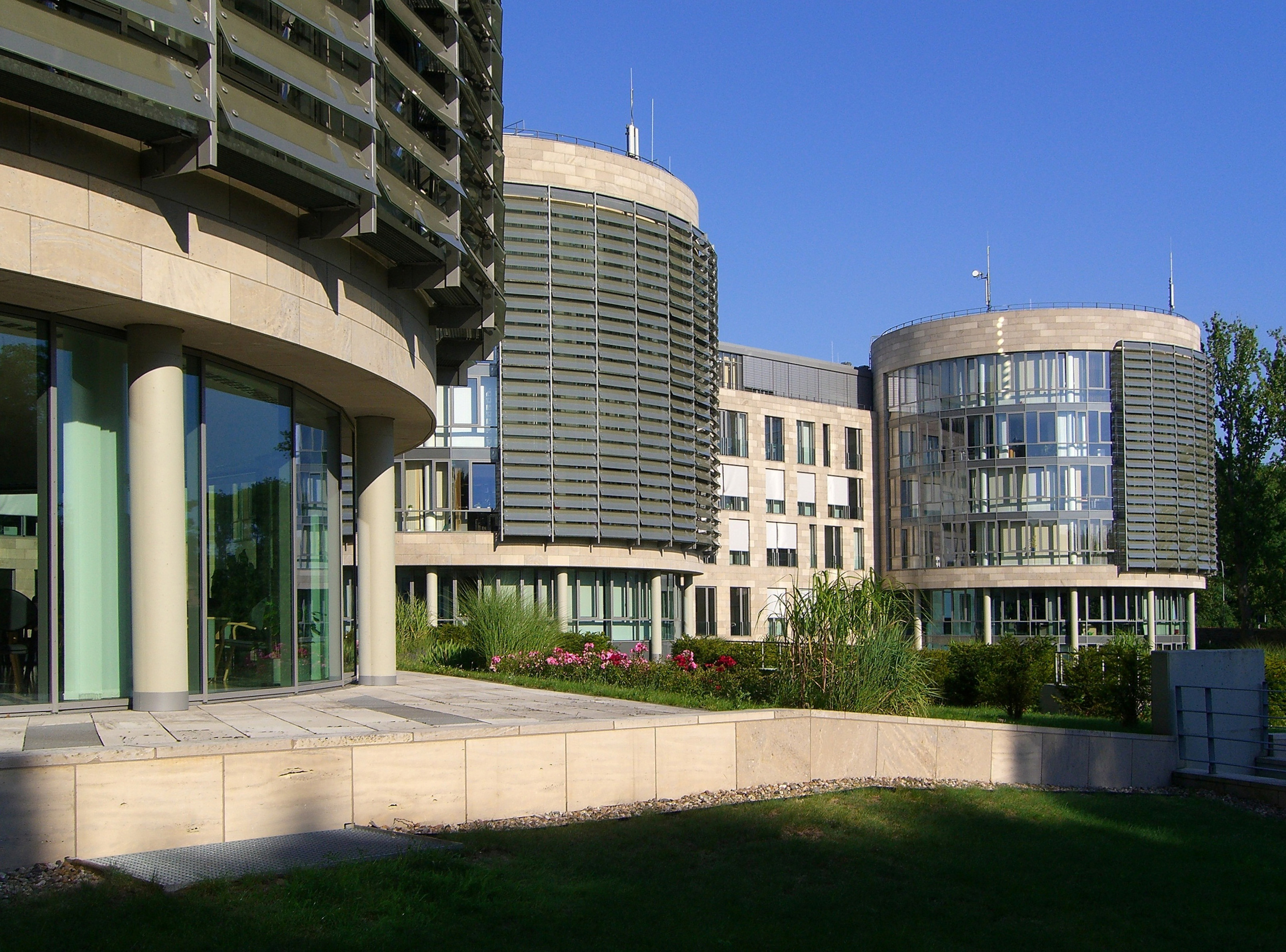
Avacon Verwaltungsgebäude in Helmstedt

Logo der Avacon bis Juni 2013

Die Avacon AG ist ein regionales Energieversorgungsunternehmen mit Sitz in Helmstedt/Niedersachsen. Der Versorgungsbereich erstreckt sich von der Nordseeküste bis Südhessen und umfasst große Teile Niedersachsens und Sachsen-Anhalts. Avacon ist Teil des E.ON-Konzerns (61,5 %), zugleich aber auch stark kommunal geprägt. Mehr als 80 Kommunen und Landkreise halten 38,5 % der Anteile an Avacon.

## Geschichte
Avacon entstand im Jahr 1999 aus einer Fusion der Hannover-Braunschweigischen Stromversorgungs-AG (HASTRA), der Überland-Zentrale Helmstedt AG (ÜZH), der Energieversorgung Magdeburg (EVM AG), der Ferngas Salzgitter GmbH (FSG) sowie der Landesgas Niedersachsen AG und gehört zum E.ON-Konzern. Zum 1. Juli 2005 erfolgte die Umfirmierung von Avacon in E.ON Avacon.  Zum 1. Juli 2013 erfolge eine Umstrukturierung des Unternehmens und eine damit verbundene erneute Umfirmierung, sodass das Unternehmen seitdem wieder Avacon heißt. Zum 1. Juli 2014 wurde der Teilbetrieb Mitte der E.ON Netz GmbH mit seinem Hochspannungsnetz (110-kV) in die Avacon integriert.

## Kennzahlen
| Kennzahlen Avacon-Gruppe         | 31.12.2019    |
| Konzessionsabgaben               | 74 Mio. EUR   |
| Investitionen                    | 275 Mio. EUR  |
| Netz-Kennzahlen Avacon Netz GmbH | 31.12.2019    |
| Stromabsatz (Netz)               | 46,3 Mrd. kWh |
| Gasabsatz (Netz)                 | 37,9 Mrd. kWh |
| Gesamtlänge Stromnetz            | 64.500 km     |
| Gesamtlänge Gasnetz              | 21.000 km     |

## Beteiligungen
Die Avacon AG mit Sitz in Helmstedt bildet die Holding über die 100 %-Tochtergesellschaften und weitere Beteiligungen.
Das Beteiligungsportfolio der Avacon umfasst 57 operativ tätige Beteiligungen.
| Unternehmen                               | Geschäftsfelder                                            | Beteiligung |
| Avacon Beteiligungen GmbH, Helmstedt      | Strom, Gas, Wasser, Wärme, Abwasser                        | 100 %       |
| Avacon Connect GmbH, Laatzen              | Telekommunikation                                          | 100 %       |
| Avacon Natur GmbH, Sarstedt               | Wärme- und Kälteversorgung, Stromerzeugung und Contracting | 100 %       |
| Avacon Netz GmbH, Helmstedt               | Netzgeschäft Strom und Gas                                 | 100 %       |
| Avacon Wasser GmbH, Wolfenbüttel          | Wasser, Abwasser                                           | 94,06 %     |
| LandE GmbH, Wolfsburg                     | Strom, Gas, Wasser, Wärme                                  | 69,57 %     |
| SVO Holding GmbH, Celle                   | Strom, Gas, Wasser, Wärme                                  | 50,10 %     |
| WEVG Salzgitter GmbH & Co. KG, Salzgitter | Strom, Gas, Wasser, Wärme                                  | 50,22 %     |